# Hans-Georg Pillarz
Hans-Georg Pillarz (* 7. Oktober 1941; † 6. September 2018 in Wedel) war ein deutscher Boxer.

## Leben
Der in der Gewichtsklasse bis 54 Kilogramm und für den Wedeler TSV antretende Pillarz wurde bis 1972 dreimal deutscher Amateurvizemeister. Zudem gewann er in den Gewichtsklassen Bantam- und Federgewicht zehn Hamburger Meistertitel.
Nachdem er in vorherigen Jahren bereits zweimal Dritter bei deutschen Meisterschaften geworden war, zog er Ende April 1969 erstmals ins Finale ein. Dort unterlag er bei den in West-Berlin ausgetragenen Titelkämpfen dem deutlich unerfahreneren Georg Diem nach Punkten. Rund einen Monat später nahm Pillarz an der Europameisterschaft in Bukarest teil, er schied in der Vorrunde gegen den Engländer Mickey Piner aus. Im April 1971 stand Pillarz bei der deutschen Meisterschaft in Kiel im Kampf um Gold Werner Schäfer gegenüber, zeigte nach Einschätzung des Hamburger Abendblatts eine „glänzende Vorstellung“, verlor jedoch nach Punkten. Bei der Deutschen Meisterschaft 1972 musste er sich im Finalkampf dem späteren Europameister René Weller (damals 18 Jahre alt) knapp nach Punkten geschlagen geben. „Für Pillarz, den vorbildlichen, immer bescheidenen Sportler bleibt der Trost, lange Jahre eine Spitzenposition im nationalen Boxsport behauptet zu haben“, fasste Berichterstatter Hermann Rüping Ende April 1972 das Auftreten des Boxers bei der Meisterschaft in Eppelheim für das Hamburger Abendblatt zusammen. Im September 1975 wurde sein Abschied vom Boxsport verkündet. Pillarz, der Ehrenmitglied des Wedeler TSV wurde, bestritt anschließend aber wieder Kämpfe.
Im April 1976 entbrannte nach Pillarz' Sieg bei der Hamburger Meisterschaft ein Streit zwischen dem Hamburger Boxverband und dem Wedeler TSV, da der mittlerweile 34 Jahre alte Pillarz trotz des Titelgewinns nicht für die Teilnahme an der Norddeutschen Meisterschaft berücksichtigt wurde. Im Oktober 1978 kehrte er nach rund zweijähriger Boxpause in den Ring zurück und trat bei der Vorschlussrunde der Hamburger Meisterschaften an, dort verlor der 37-Jährige seinen Kampf aber bereits in der ersten Runde. Der Hansi genannte Pillarz, der beruflich als Glaser tätig war, starb im September 2018 in seiner Heimatstadt Wedel.